# パンチョと左きき
「パンチョと左きき」（Pancho and Lefty）は、カントリー・ミュージック・アーティストのタウンズ・ヴァン・ザントによって書かれた曲。ヴァン・ザントが1972年のアルバム『The Late Great Townes Van Zandt』で初めてレコーディングし、しばしば彼の「最も長持ちし、よく知られた曲」とされる。この曲がヴァン・ザントによって書かれ、演奏されて以来、さまざまなアーティストによってレコーディングされ、ウィリー・ネルソン&マール・ハガードのバージョンは多くの枚数を売り上げて、ビルボードのトップヒットとなった。

## 内容と曲作り
この曲は「All the Federales say they could've had him any day/ They only let him slip away out of kindness I suppose」という2ヴァースのリフレインを用いた4つのスタンザからなるバラードとなっている。最初の2つのスタンザが続けて歌われて、リフレインが続く。第1スタンザではパンチョが若い理想主義者で、自由と心の純粋さを求めて家を出た母親の最愛の息子であることが紹介されるが、「鉄のような肌 (skin like iron)」と「石油のような息 (breath as hard as kerosene)」を身に着けることになる。第2スタンザではパンチョが速い馬に乗る山賊になってしまい、現状についてなんの言い訳もできず、究極的にはメキシコの砂漠に血を流すことになる流れが付け加えられる。リフレインのあとの第3スタンザではパンチョの死に負の影響を受けた「左きき」を紹介するだけではなく、彼がすぐに反応して出所不明の資金を使って合衆国に逃げ帰ったことが示されている。最終スタンザはパンチョの人生が他から栄光を与えられる傍ら、左ききの運命はどうってことのない状況でただ歳をとるだけであることを描いている。最終スタンザの歌詞からは左ききの幻滅の原因がおそらく無法者になって、自由を得るために懸賞金を必要としたことによる裏切りであることが「彼はする必要のあることをしただけ」とほのめかされている。

## ビデオ発売
ウィリー・ネルソンをパンチョ、マール・ハガートを左ききとして描いたミュージック・ビデオが1983年にリリースされている。
タウンズ・ヴァン・ザントもまた脇役で出演している。
ネルソンの娘、ラナがネルソンとは初めての、ハガードとは前年の「Are the Good Times Really Over?」に続く2作目のとなるビデオ演出を行った（デュエットでの録音を提案したのも彼女）。

## 評判
この曲は1983年7月23日のチャートでビルボードのホット・カントリー・ソングの1位となった。
ウィリー・ネルソンがリリースした曲の中で、ダウンロード可能になってから2019年10月までに648000コピーが合衆国内で販売された。

### 遺産
「パンチョと左きき」はエミルー・ハリスによって1976年のアルバム『真珠の舟』で最初にカバーされた。以来、この曲はさまざまなアーティストによってカバーされており、特にマール・ハガード&ウィリー・ネルソンのデュエット・アルバム『Pancho & Lefty』のタイトル曲となっている。このバージョンはナンバーワン・カントリー・ヒットとなり、2020年にグラミーの殿堂入りを果たした。
アメリカ西部劇作家連盟のメンバーは、この曲を史上17番目にすぐれた西部劇の歌に選定した。
2004年6月、『ローリング・ストーン』誌は史上最高のカントリーソング100曲のリストの41番に「パンチョと左きき」を位置付けた。

### ウィリー・ネルソン&マール・ハガード
| チャート（1983年）                 | 最高順位 |
| ---------------------------------- | -------- |
| U.S. Billboard Hot Country Singles | 1        |
| U.S. Billboard Adult Contemporary  | 21       |
| Canadian RPM Country Tracks        | 1        |